# Crisi anglofona in Camerun
La crisi anglofona in Camerun (in francese Crise anglophone au Cameroun) conosciuta anche come la guerra di Ambazonia o la guerra civile camerunese, è un conflitto armato in corso tra le Forze Armate Camerunesi e i gruppi indipendentisti nel nordovest e nel sudovest del Camerun. Questo conflitto è legato alla specifica situazione sociopolitica nelle regioni del Nordovest e Sudovest del Camerun dalla fine del 2016. Questa crisi, inizialmente basata su richieste corporativiste di avvocati e insegnanti, si sta gradualmente spostando verso forti richieste secessioniste a causa della percezione di risposte inadeguate del governo camerunese, del rifiuto di aprire un dibattito sul ritorno al federalismo e di numerose violazioni dei diritti umani da parte delle forze di sicurezza camerunesi.
Il 1º ottobre 2017 gli indipendentisti anglofoni delle regioni del Nordovest e Sudovest hanno dichiarato simbolicamente l'indipendenza dell'ex Camerun meridionale (in inglese Southern Cameroons), parte dell'ex Camerun britannico con il nome di Repubblica Federale di Ambazonia. La reazione repressiva del governo camerunese ha radicalizzato il movimento indipendentista radicalizzò e lo portò a lanciare la lotta armata.

## Preludio

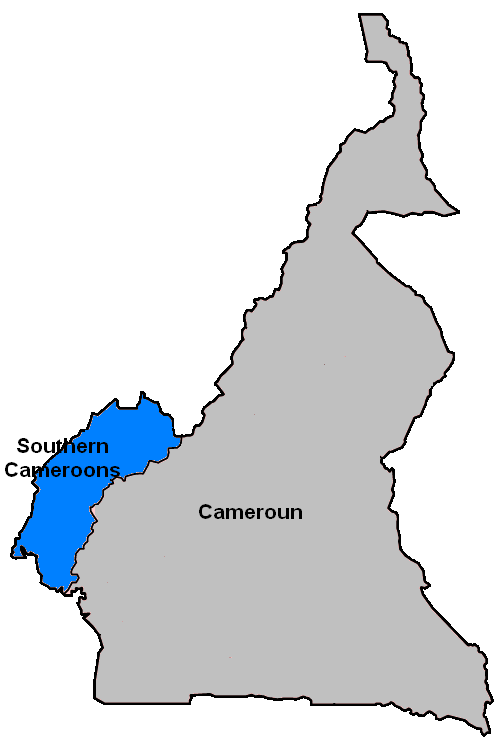
La regione del cosiddetto "Southern Cameroons", in passato parte del Camerun britannico e oggi reclamata dall'Ambazonia

Nell'ottobre 2016 iniziò una serie di proteste in seguito alla nomina di giudici francofoni nelle aree a maggioranza anglofona della Repubblica del Camerun: la Regione Nordovest e la Regione Sudovest. Il 23 novembre 2016 fu riportato che almeno due persone erano state uccise e 100 manifestanti arrestati a Bamenda, nella Regione Nordovest.
A partire dal 17 gennaio 2017 è emerso che un blocco di internet era stato attuato nelle principali città delle regioni del Nordovest e Sudovest del Camerun; molti sospettarono che si trattasse di una manovra del governo per interrompere e porre fine alle proteste anglofone.
Il 22 settembre 2017 migliaia di manifestanti sono scesi in strada chiedendo la piena indipendenza. A Buéa, capitale dell'ex Camerun meridionale, i secessionisti hanno rimosso la bandiera nazionale da una stazione di polizia e innalzato la bandiera blu con strisce bianche dell'Ambazonia, mentre dei bambini si sono dipinti la faccia di blu e bianco per rappresentare il territorio e hanno cantato "vogliamo la libertà". Circa otto persone sono state uccise e delle foto hanno iniziato a circolare sui social media.
Il 1º ottobre 2017 i camerunesi anglofoni hanno dichiarato l'indipendenza dal Camerun francofono. Marce pacifiche si sono svolte nelle strade delle regioni anglofone e manifestazioni di protesta hanno avuto luogo in diverse città: Buéa, Bamenda, Kumba, Kumbo e Mamfé. I manifestanti portavano foglie per simboleggiare la libertà e cantavano canzoni per celebrare la loro indipendenza. Il giorno seguente, 2 ottobre, Amnesty International ha riferito che almeno 17 persone erano morte negli scontri con i militari.

## Dichiarazione di guerra
Il 9 settembre 2017 il Consiglio di difesa dell'Ambazonia (in inglese Ambazonia Defense Council, ADC) ha schierato le proprie forze di difesa nel Camerun meridionale. Il leader del gruppo, Benedict Kuah, ha dichiarato formalmente guerra al governo del Camerun e il lancio di operazioni di combattimento per ottenere l'indipendenza della Federazione dell'Ambazonia:
Le autorità governative hanno risposto dichiarando guerra ai separatisti e lanciando massicce operazioni militari per sradicare la ribellione.

## Strategia

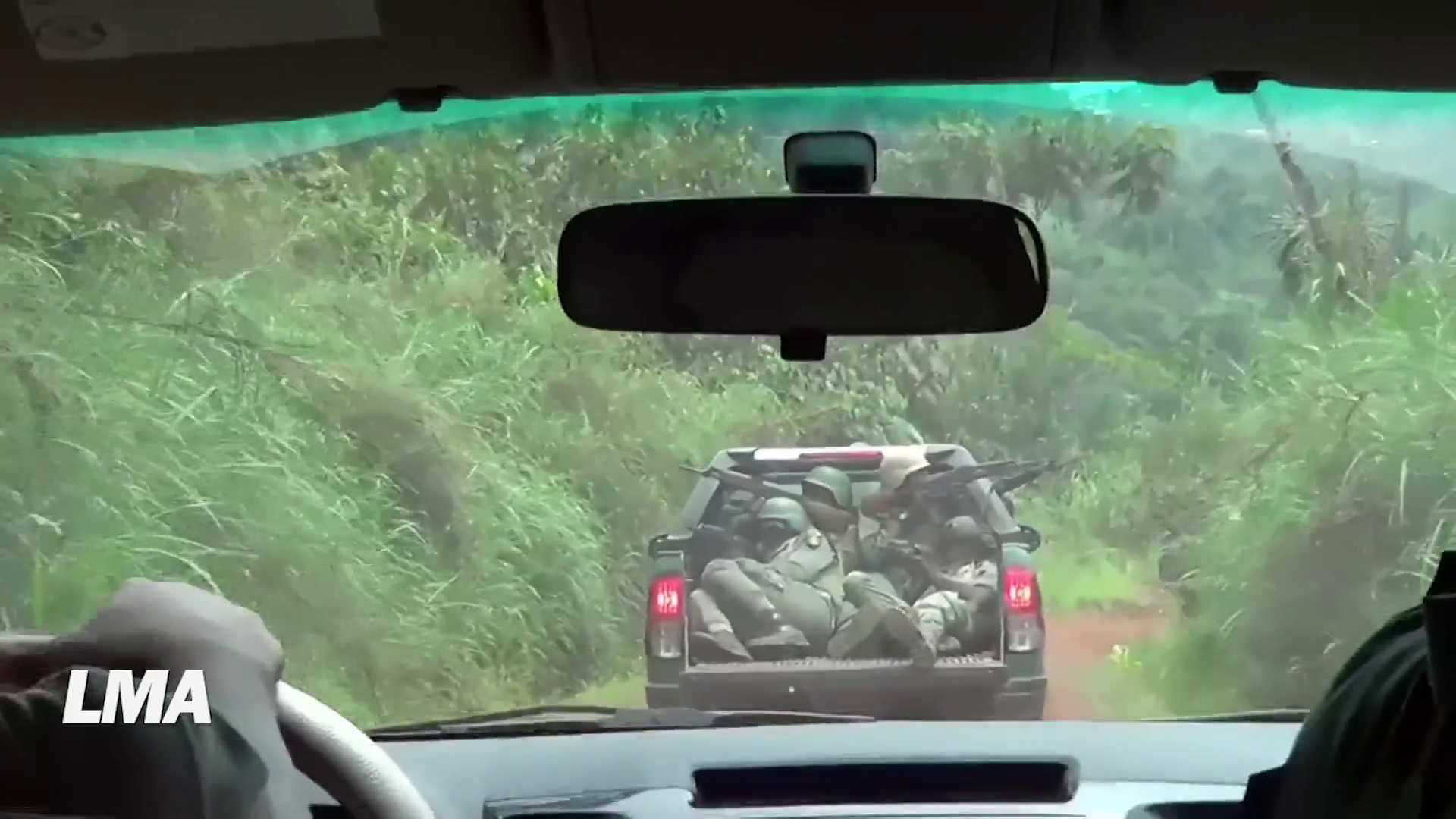
Soldati camerunesi durante una schermaglia con combattenti separatisti.

### Strategia militare
L'esercito del Camerun sta conducendo una guerra di controinsurrezione, mirando a colpire la base di sostegno dei separatisti. Questo include l'incendio delle case in cui vengono trovate le armi e, secondo i residenti locali (ma negato dall'esercito), l'esecuzione di attacchi di vendetta.
I separatisti dell'Ambazonia stanno combattendo una guerriglia. Numerosi e materialmente inferiori all'esercito del Camerun, compiono attacchi "mordi e fuggi", imboscate e raid. Secondo le forze di difesa dell'Ambazonia, a giugno 2018 c'erano 1 500 soldati del gruppo, sparsi in venti campi in tutto il Camerun anglofono.

### Strategia politica, diplomatica e propagandistica
Secondo Millan Atam, presidente del Congresso del Popolo del Sud del Camerun, i separatisti stanno costruendo il sostegno alla loro causa in due fasi distinte. La prima fase è stata quella di creare una capacità interna di resistenza all'esercito camerunese e di rafforzare la fede nella propria causa. Una volta che una parte significativa della popolazione dell'ex Camerun meridionale ha chiaramente voluto la secessione, i separatisti si sono rivolti alla comunità internazionale per difendere la loro causa. Il governo camerunese ha cercato di sensibilizzare i separatisti sulla necessità della secessione.
Il governo camerunese ha cercato di limitare la portata degli effetti del conflitto sulla vita quotidiana dell'ex Camerun meridionale, dipingendo il conflitto come una battaglia tra caos e stabilità, in cui il governo rappresenta la seconda. A tal fine, le autorità locali hanno penalizzato le imprese che hanno rispettato le "città fantasma" dichiarate dai separatisti. Il governo ha licenziato e sostituito gli amministratori locali che erano fuggiti dalle aree, nonostante i timori di rapimenti. Per combattere il boicottaggio scolastico dei separatisti, secondo fonti locali di Ndop, i soldati camerunensi hanno costretto i bambini a frequentare la scuola, spesso con la violenza e le minacce.
Per evitare che la crisi anglofona si trasformi in un vero e proprio conflitto intercomunitario, le autorità camerunensi hanno cercato di ottenere il maggior sostegno possibile tra la popolazione anglofona. Nell'agosto 2018, il ministro dell'Amministrazione territoriale Paul Atanga Nji ha offerto l'amnistia ai separatisti che avessero deposto le armi, dicendo che sarebbero stati "accolti come figli prodighi". Il ministro ha anche annunciato un piano per la ricostruzione delle infrastrutture distrutte a causa del conflitto. Nel febbraio 2021, il governo ha dichiarato che 4 000 anglofoni avevano fatto richiesta di arruolarsi nell'esercito, tra cui centinaia di ex combattenti separatisti. Le due parti hanno utilizzato WhatsApp per comunicare tra loro.
Entrambe le parti hanno usato WhatsApp per diffondere la loro propaganda. Le autorità camerunesi hanno arrestato dei giornalisti con l'accusa di diffusione di notizie false, con una pena da sei mesi a due anni di carcere.

## Violenza

### Camerun
Ci sono prove fotografiche che mostrano una politica coerente di bruciare i villaggi. L'esercito ha sostenuto che i soldati che sono stati filmati erano separatisti che indossavano uniformi rubate all'esercito del Camerun, un'affermazione che è stata negata dai residenti locali. Le immagini satellitari mostrano danni estesi ai villaggi. Ai giornalisti è stato impedito di entrare nelle zone di conflitto e ai soldati è stato vietato di portare telefoni cellulari.

### Ambazonia

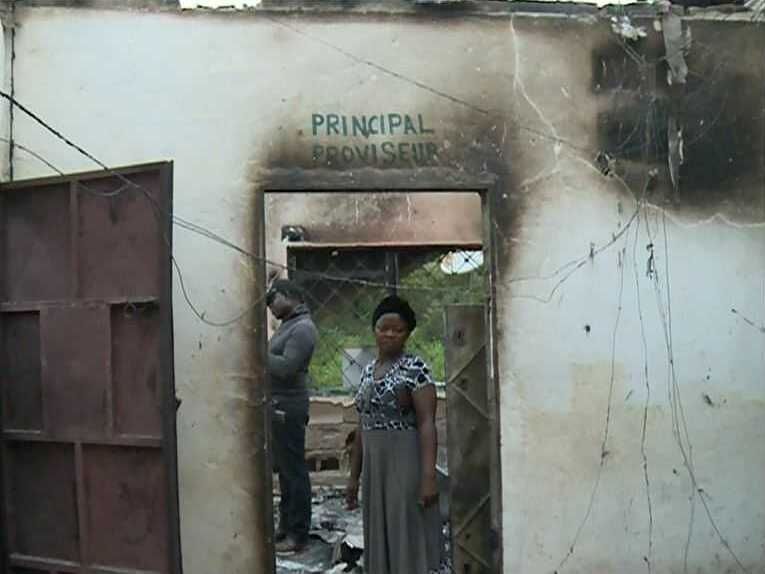
Un liceo bilingue distrutto a Fontem

Alla fine del 2017 i separatisti hanno dichiarato un boicottaggio scolastico e hanno attaccato e dato fuoco alle scuole che si rifiutavano di chiudere. Tra febbraio 2017 e maggio 2018, almeno 42 scuole sono state colpite.

## Conseguenze umanitarie
A gennaio 2018, 15 000 persone erano fuggite dal Camerun anglofono verso la Nigeria. Questo numero era salito ad almeno 40 000 persone a febbraio.